# Nicholas White
Nicholas White (ur. w lipcu 1942) – amerykański filozof, wykładowca na Uniwersytecie Kalifornijskim w Irvine, Uniwersytecie Utah i Uniwersytecie Michigan.
Zajmuje się głównie filozofią starożytną, szczególnie Platonem, ale interesuje go także pozytywizm logiczny, Wittgenstein, Nietzsche. Jest tłumaczem dialogów Platona i autorem licznych książek, w tym Plato on Knowledge and Reality (wyd. Indianapolis: Hackett, 1976), A Companion to Plato’s Republic (wyd. Indianapolis: Hackett, 1979), Individual and Conflict in Greek Ethics (wyd. Oxford: Oxford University Press, 2002) oraz A Brief History of Happiness (Oxford: Blackwell, 2006), która została wydana w Polsce pod tytułem Filozofia Szczęścia od Platona do Skinnera (wyd. Kraków: WAM, 2008).

## Nagrody i wyróżnienia
- A.B., Harvard University, summa cum laude
- Włączenie do Harvard College Sheldon Traveling Fellowship (1963-1964)
- Stypendium Teschermacher, Harvard University (1964-1968)
- Włączenie do Loeb Traveling Fellowship, Harvard University oraz Corpus Christi College, Uniwersytet Oksfordzki (1968-1969)
- Stypendium letnie, Rackham School of Graduate Studies, University of Michigan (1972)
- Stypendium dla Młodych Humanistów, National Endowment for the Humanities (1973)
- Włączenie do wspólnoty, American Council of Learned Societies (1975-76)
- Włączenie do wspólnoty, Center for Hellenic Studies (Harvard University), Washington, D.C. (1975-1976)
- Włączenie do Guggenheim Fellowship (1977-1978)
- Stypendium letnie, Rackham School of Graduate Studies, University of Michigan (1980)
- Stypendium letnie, Rackham School of Graduate Studies, University of Michigan (1989)
- Włączenie do Senior Faculty Fellowship, National Endowment for the Humanities (1991-92)
- Stypendium Transcoop, von Humboldt Stiftung (wraz z Prof. K. Lorenz, Universität des Saarlandes) (1995-97)
- Stypendium Transcoop, Deutsch-Amerikanisches Akademisches Konzil (wraz z Prof. P. Stekeler-Weithofer, Universität Leipzig) (1999-2002)